# Gheorghe Lazăr (Ialomița)
Gheorghe Lazăr is een Roemeense gemeente in het district Ialomița.
Gheorghe Lazăr telt 2374 inwoners.
De plaats is genoemd naar en in ere van de Roemeense pedagoog Gheorghe Lazăr.